# Хітойосі-хан

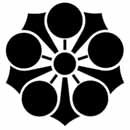
Мон роду Саґара

Хітойосі-хан (яп. 人吉藩, ひとよしはん) — хан в Японії, у провінції Хіґо, регіоні Кюсю.

## Короткі відомості
- Адміністративний центр: замок Хітойосі, містечко Хітойосі (сучасне місто Хітойосі префектури Кумамото).

- Дохід: 22 000 коку.

- Управлявся родом Саґара, що належав до тодзама і мав статус володаря замку (城主). Голови роду мали право бути присутніми у вербовій залі сьоґуна.

- Ліквідований в 1871.

## Правителі
| №   | Ім'я            | Ім'я     | Роки        | Ранг, титул       | Примітки                           |
| --- | --------------- | -------- | ----------- | ----------------- | ---------------------------------- |
| 1   | Саґара Наґацуне | 相良長毎 | 1585 — 1636 | 従五位下 左兵衛佐 | Син Саґари Йосіхі                  |
| 2   | Саґара Йосіхіро | 相良頼寛 | 1636 — 1664 | 従五位下 壱岐守   | Син Саґари Наґацуне                |
| 3   | Саґара Йорітака | 相良頼喬 | 1664 — 1703 | 従五位下 遠江守   | Старший син Саґари Йосіхіро        |
| 4   | Саґара Йорітомі | 相良頼福 | 1703 — 1712 | 従五位下 志摩守   | Старший син Саґари Наґахіде        |
| 5   | Саґара Наґаокі  | 相良長興 | 1712 — 1721 | 従五位下 近江守   | Старший син Саґари Йорітомі        |
| 6   | Саґара Наґаарі  | 相良長存 | 1721 — 1738 | 従五位下 遠江守   | П'ятий син Саґари Йорітомі         |
| 7   | Саґара Наґаміне | 相良頼峯 | 1738 — 1758 | 従五位下 志摩守   | Старший син Саґари Наґаарі         |
| 8   | Саґара Йоріхіса | 相良頼央 | 1758 — 1759 | 従五位下 遠江守   | Брат або племінник Саґари Наґаміне |
| (9) | Саґара Акінаґа  | 相良晃長 | 1759 — 1762 | 従五位下 近江守   | Четвертий син Акідзукі Танемі      |
| 9   | Саґара Йорісада | 相良頼完 | 1762 — 1767 | —                 | Син Васіноо Такахіро               |
| 10  | Саґара Томімоті | 相良福将 | 1767 — 1769 | 従五位下 越前守   | Третій син Тооями Томоакі          |
| 11  | Саґара Наґахіро | 相良長寛 | 1769 — 1802 | 従五位下 壱岐守   | Другий син Іведи Мунемаси          |
| 12  | Саґара Йорінорі | 相良頼徳 | 1802 — 1818 | 従五位下 志摩守   | Другий син Саґари Наґахіро         |
| 13  | Саґара Йоріюкі  | 相良頼之 | 1818 — 1839 | 従五位下 壱岐守   | Старший син Саґари Йорінорі        |
| 14  | Саґара Наґакадо | 相良長福 | 1839 — 1855 | 従五位下 遠江守   | Старший син Саґари Йоріюкі         |
| 15  | Саґара Йорімото | 相良頼基 | 1855 — 1871 | 従五位下 遠江守   | Четвертий син Саґари Йоріюкі       |